# Giovan Francesco da Sangallo
Giovan Francesco da Sangallo (Firenze, 1494 – Firenze, 1576) è stato uno scultore e architetto italiano.
Giovan Francesco da Sangallo, era nato a Firenze nel 1484, da Lorenzo di Antonio di Andrea e da Maddalena Giamberti da Sangallo, sorella di Giuliano da Sangallo e di Antonio da Sangallo il Vecchio (Vasari, 1568, 1906, VI, p. 435).

## Biografia
Nel 1513 dovette seguire lo zio Giuliano a Roma, dopo che fu nominato papa con il nome di Leone X, andando ad abitare nella casa di via di Ripetta acquistata dal cugino Antonio da Sangallo il Giovane. 
Dall'ottobre del 1513 all’aprile del 1527 Giovan Francesco prestò la sua opera nel cantiere della basilica di San Pietro, dove nel 1519, ebbe modo di eseguire anche lavori di adattamento al tiburio costruito da Bramante.
Alla morte di Raffaello, nell’aprile del 1520, Giovan Francesco lasciò Roma per stabilirsi a Firenze a dirigere la conclusione della prima fase dei lavori di palazzo Pandolfini, progettato da Sanzio intorno al 1517 per il vescovo Giannozzo Pandolfini.